# Robert Carey (1er comte de Monmouth)
Robert Carey, 1er comte de Monmouth (ca. 1560 - 12 avril 1639) (ou "Cary") est un noble et courtisan anglais. Il est le plus jeune fils de Henry Carey (1er baron Hunsdon), chambellan et cousin germain de la reine Elisabeth Ire, et d'Anne Morgan, fille de Thomas Morgan et d'Anne Whitney.

## Biographie

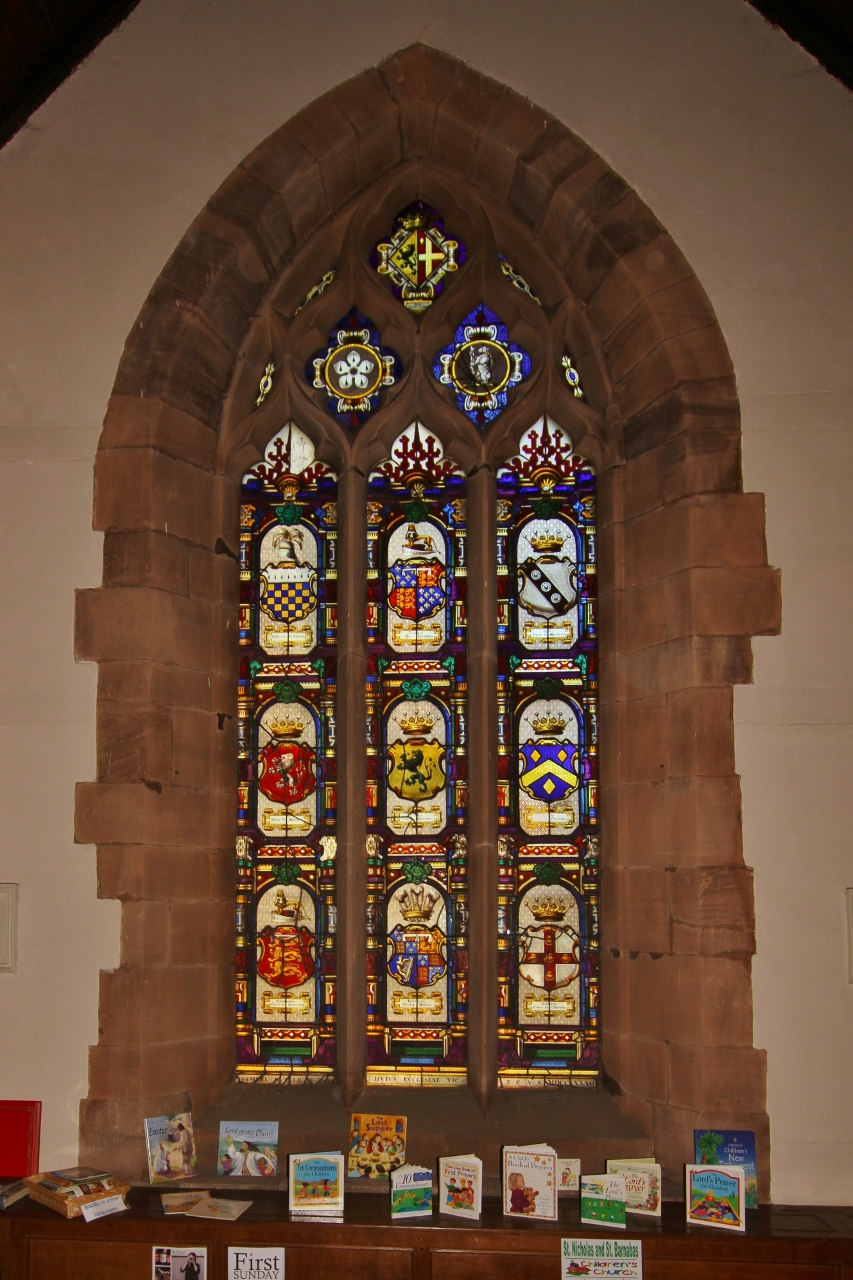
Armoiries de Robert Carey, 1er comte de Monmouth, (en haut de la colonne de droite), dans un vitrail du XIXe siècle (?) dans l'église Saint-Nicolas, Kenilworth, Warwickshire, montrant les armes des détenteurs historiques du château de Kenilworth

Jeune homme, il accompagne plusieurs missions diplomatiques à l'étranger et participe à des expéditions militaires. En 1587, il se joint à la tentative de soulager Sluys. En 1588, il sert comme volontaire contre l'Armada espagnole et commande un régiment dans l'expédition du comte d'Essex en Normandie en soutien au protestant Henri IV de France en 1591, prenant part au siège de Rouen. Il est fait chevalier par Essex la même année pour avoir, par son intercession auprès de la reine, obtenu son rappel.
Aux parlements de 1586 et de 1588, il représente Morpeth ; dans celui de 1593, Callington ; et dans ceux de 1596 et 1601, le Northumberland. De 1592 à la fin du règne d'Élisabeth, il occupe divers postes au sein du gouvernement des frontières écossaises, étant nommé Gardien des Marches de 1596 à février 1598.
C'est l'un des postes les plus importants de sa vie, et il est en grande partie responsable de l'atténuation des troubles et des déprédations des Border Reivers. Son conflit avec le fyrebrande écossais Robert Ker (1er comte de Roxburghe) n'est réglé qu'avec une grande habileté et tact de la part de Carey.
En mars 1603, il visite la cour et est témoin de la dernière maladie de la reine Elizabeth Ire, qu'il décrit dans ses mémoires. Soucieux de se recommander à son successeur Jacques Ier, et désobéissant aux ordres du conseil, il part à cheval immédiatement après la mort de la reine le matin du 24 mars 1603, afin d'être le premier à communiquer la nouvelle à Jacques. Il arrive à Holyrood tard le 26 mars et est nommé par le roi gentilhomme de chambre. Mais sa conduite rencontre la désapprobation générale et mérite la censure comme « contraire à toute décence, bonnes manières et respect », et à l'arrivée de James en Angleterre, il est démis de son nouveau poste.
Carey retourne en Écosse pour faire des affaires avec Sir George Home (1er comte de Dunbar) sur la propriété de Norham. Il se rend au palais de Dunfermline et est l'invité d'Alexander Seton (en) qui est le tuteur du prince Charles. Charles est resté en Écosse, en partie parce qu'il est malade, et Carey écrit qu'il est « un enfant très faible ». Le prince Charles arrive dans le sud en septembre 1604 et le roi envoie Carey le rencontrer à Bishop's Auckland .
Le 23 février 1605, il est nommé gouverneur du prince Charles. L'épouse de Carey, Elizabeth Trevanion (et non Aletta Hogenhove, qui est l'épouse de son neveu Robert Carey), dame d'honneur d'Anne de Danemark, est responsable de la formation initiale du faible et balbutiant Charles. Elle apprend au prince, un enfant tardif, à marcher et à parler à l'âge de trois ans, et est proche de lui tout au long de sa vie. Lors de l'accession de son mari à la pairie, elle devient connue sous le nom de Lady Robert Carey, et serait la « vieille lady Dob » mentionnée dans la comptine Jack and Jill, pour ses soins au roi « meurtri » Charles Ier après son plan pour augmenter les revenus en abaissant le volume de liquide dans le jack (1/2 pinte) et les branchies (1/4 pinte) est déjoué par les publicains en comblant simplement la différence (jusqu'à la ligne 1/2 pinte qui est marquée par une couronne sur des verres de pinte) avec de l'eau .
En 1611, il est nommé maître des robes du prince, en 1617 son chambellan, et le 6 février 1622, il est créé baron Carey de Leppington. En 1623, il suit Charles dans sa visite à Philippe IV d'Espagne. Après l'accession de Charles au trône, il est créé comte de Monmouth en 1626. En 1621, il siège pour la dernière fois au Parlement en tant que député de Grampound.
Il meurt le 12 avril 1639. Son fils aîné par Elizabeth Trevannion, Henry Carey (2e comte de Monmouth) (1596–1661) lui succède, et à sa mort sans descendance masculine, la pairie s'éteint.
Ses Mémoires sont publiés pour la première fois par John Boyle, 5e comte de Cork en 1759. Une deuxième édition, annotée par Walter Scott, est imprimée en 1808.
Une nouvelle édition est publiée en 2005, (ISBN 1-904466-29-X). Le monde agité de Robert Carey : Mémoires de Robert Carey 1577-1625.

## Famille et descendance

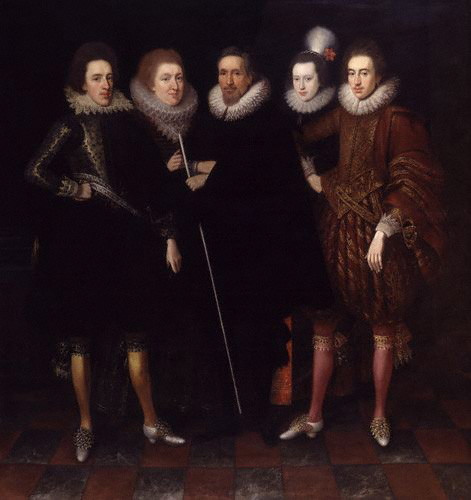
Le 1er comte de Monmouth (au centre), avec sa femme Elizabeth et leurs enfants Henry (à gauche), Philadelphie et Thomas.

Robert Carey épouse Elizabeth Trevannion, la fille d'Hugh Trevannion et Sybilla Morgan, le 20 août 1593. Ils sont cousins germains, la mère de Robert, Anne, étant la sœur aînée de Sybilla. Ils ont trois enfants,:
- Henry Carey (2e comte de Monmouth) (1596–1661)
- Thomas Carey (1598-1634). Il épouse Margaret Smith, fille de Thomas Smith.
- Philadelphia Carey (morte en c. 1654/5), mariée avec Thomas Wharton. Elle est la mère de Philip Wharton (4e baron Wharton).